# Vitória Futebol Clube 2015-2016
Questa voce raccoglie le informazioni riguardanti il Vitória Futebol Clube nelle competizioni ufficiali della stagione 2015-2016.

## Rosa
| N. |                       | Ruolo | Calciatore          |
| -- | --------------------- | ----- | ------------------- |
|    | Brasile (bandiera)    | P     | Diego               |
|    | Portogallo (bandiera) | P     | Miguel Lázaro       |
|    | Germania (bandiera)   | P     | Lukas Raeder        |
|    | Portogallo (bandiera) | P     | Ricardo Nunes       |
|    | Portogallo (bandiera) | D     | Cléber              |
|    | Portogallo (bandiera) | D     | Frederico Venâncio  |
|    | Croazia (bandiera)    | D     | Toni Gorupec        |
|    | Portogallo (bandiera) | D     | Miguel Lourenço     |
|    | Brasile (bandiera)    | D     | Ney                 |
|    | Portogallo (bandiera) | D     | Ruca                |
|    | Senegal (bandiera)    | D     | Adama François Sene |
|    | Portogallo (bandiera) | D     | Tiago Valente       |
|    | Argentina (bandiera)  | D     | Cristian Tissone    |
|    | Brasile (bandiera)    | D     | William Alves       |
|    | Brasile (bandiera)    | C     | Alexandre Garcia    |
|    | Portogallo (bandiera) | C     | André Horta         |

| N. |                           | Ruolo | Calciatore         |
| -- | ------------------------- | ----- | ------------------ |
|    | Portogallo (bandiera)     | C     | Costinha           |
|    | Portogallo (bandiera)     | C     | Dani               |
|    | Portogallo (bandiera)     | C     | Fábio Pacheco      |
|    | Polonia (bandiera)        | C     | Maciej Makuszewski |
|    | Arabia Saudita (bandiera) | C     | Shaher Mansour     |
|    | Portogallo (bandiera)     | C     | Nuno Pinto         |
|    | Portogallo (bandiera)     | C     | Paulo Tavares      |
|    | Portogallo (bandiera)     | C     | Peixinho           |
|    | Portogallo (bandiera)     | C     | Tiago Terroso      |
|    | Libia (bandiera)          | C     | Mohamed Al-Gadi    |
|    | Portogallo (bandiera)     | A     | André Claro        |
|    | Guinea (bandiera)         | A     | Salim Cissé        |
|    | RD del Congo (bandiera)   | A     | Arnold Issoko      |
|    | Camerun (bandiera)        | A     | Albert Meyong      |
|    | Portogallo (bandiera)     | A     | Mohcine Nader      |
|    | Portogallo (bandiera)     | A     | Vasco Costa        |